# Tokiharu Abe
Tokiharu Abe (japonès: 阿部宗明)  (Tòquio, 3 d'abril de 1911 - Tòquio, 9 d'agost de 1996) va ser un ictiòleg japonès. Va Treballar per al Museu de la Universitat de Tòquio. Abe es va fer famós pels estudis taxonòmics dels peixos globus (Tetraodontidae, Teleostei) de l'Est d'Àsia, en particular el gènere Takifugu, que ell mateix va descriure en 1949. També ha descrit més espècies com Sagamichthys abei, Centroscyllium kamoharai, i Fugu obscurus. A més, algunes espècies, com Tetraodon abei i Chaunax abei van ser anomenades així en el seu honor. Abe va ser un membre estranger honorari de la Societat Americana d'Ictiòlegs i Herpetòlegs. Va morir en 1996 producte d'una hemorràgia cerebral en un hospital de Tòquio.

## Publicacions
- Abe, T., 1950. New, rare or uncommon fishes from Japanese waters. I.Liparis franzi, new name. Japan. J. Ichthyol., 1: 135–139.
- Abe, T., 1952. Taxonomic studies of the puffers (Tetraodontidae, Teleostei) from Japan and adjacent regions—VII. Concluding remarks, with the introduction of two new genera,Fugu andBoesemanichthys. Japan. J. Ichthyol., 2: 35–44, 93–97, 117–127.
- Abe, T., 1953. New, rare or uncommon fishes from Japanese waters. II. Records of rare fishes of the families Diretmidae, Luvaridae and Tetragonuridae, with an appendix (description of a new species,Tetragonurus pacificus, from off the Solomon Islands). Japan. J. Ichthyol., 3: 39–47.
- Abe, T., 1955. On a new pacific flying-fish,Prognichthys sealei, retaining five unbranched fin-rays above in the pectoral throughout life. Rec. Oceanogr. Works Japan, 2: 185–192.
- Abe, T., 1957a. Notes on fishes taken from the stomach of whales taken in the Antarctic. I.Xenocyttus nemotoi, a new genus and new species of zeomorph fish of the subfamily Oreosomatinae Goode and Bean, 1895. Sci. Rep. Whales Res. Inst. (Tokyo), (12): 225–233.
- Abe, T. 1957b. Illustrated descriptions of one thousand useful fishes, II, Morikita Shuppan, Tokyo. (En Japonès.)
- Abe, T., 1959. New, rare or uncommon fishes from Japanese waters. VII. Description of a new species of Beryx, Japan. J. Ichthyol., 7: 157–163.
- Abe, T. 1960. Description of a new species of lutjanid fish of the genusParacaesio from Japan. Japan. J. Ichthyol., 8: 56–62.
- Abe, T., 1961–1962. Notes on some fishes of the subfamily Braminae, with the introduction of a new genusPseudotaractes. Japan. J. Ichthyol., 8: 92–99, 101–114.
- Abe, T. 1966. Description of a new squaloid shark,Centroscyllium kamoharai, from Japan. Japan. J. Ichthyol., 13: 190–198.
- Abe, T. and W. N. Eschmeyer. 1972. A new species of the scorpionfish genusHelicolenus from the North Pacific Ocean. Proc. Calif. Acad. Sci., 4th Ser., 39: 47–53.
- Abe, T. and Y. Haneda. 1972. Description of two new species of the ponyfish genusLeiognathus from Indonesia. Sci. Rep. Yokosuka City Mus. (Nat. Hist.), (19): 1–6.
- Abe, T. and Y. Haneda. 1973. Description of a new fish of the genusPhotoblepharon (family Anomalopidae) from the Red Sea. Bull. Sea Fish. Res. Stn, Haifa, 60: 57–62.
- Abe, T. and H. Hotta. 1963. Description of a new deep-sea fish of the genusRondeletia from Japan. Japan. J. Ichthyol., 10: 43–48.
- Abe, T., S. Kojima, and T. Kosakai. 1963. Description of a new nomeid fish from Japan. Japan. J. Ichthyol., 11: 31–35.
- Abe, T., R. Marumo and K. Kawaguchi. 1965a. Description of a new cetomimid fish from Suruga Bay. Japan. J. Ichthyol., 12: 57–63.
- Abe, T., R. Muramo and K. Kawaguchi. 1965b. Description of a new alepocephalid fish from Suruga Bay. Japan. J. Ichthyol., 13: 67–72.
- Abe, T., M. Miki and M. Asai. 1977. Description of a new garden eel from Japan. UO, (28): 1–8.